# A Morning Stroll
Chasing Ice é um curta-metragem de animação de 2011 dirigido por Grant Orchard. Como reconhecimento, foi nomeado ao Oscar 2012 na categoria de Melhor Animação em Curta-metragem.